# Kelcse
Kelcse (más néven Újkelcse, szlovákul: Nová Kelča) község Szlovákiában, az Eperjesi kerület Varannói járásában.

## Fekvése
Varannótól 29 km-re északra, az Ondava-víztározó keleti oldalán fekszik. A falut a víztározó építése miatt áttelepítették.

## Története
A falu valószínűleg már a 13. század előtt is létezett, első lakói szlávok lehettek. Később a német jog és pásztor jog alapján új telepesek érkeztek.
Első írásos említése Zsigmond király 1404-ben kelt oklevelében történik. I. Lajos király a királyi tulajdonban álló települést híveinek, Németi Mátyásnak és Nényei Demeternek adta. A 15–16. században a Perényiek birtoka, a sztropkói uradalom része. 1494 és 1506 között II. Ulászló király jóvoltából Bakócz Tamás zálogbirtoka. 1567-ben Perényi Gábor utód nélküli halálával birtokai a királyra szálltak. II. Miksa császár 1568-ban kamarásának és tanácsosának, Pető Jánosnak adta. A kelcsei majort 1620-tól említik, majd az 1639-es urbáriumból azt is megtudhatjuk, hogy szántók, rétek és erdők is tartoztak hozzá. 1663-ban dögvész pusztított a községben. A 17. század második felében Pető Zsigmond, a 18. század elején Pető Mihály a birtokosa. Miután utóbbi 1707-ben Lengyelországba menekült, birtokát Rákóczi brigadérosának, Ocskay Lászlónak adta. Ocskay kivégzése után Babócsay Ferenc lett a tulajdonos. A szatmári béke után a Pető család visszakapta birtokát. 1741-ben Bél Mátyás először tesz említést a falu templomáról. 1764-ben Pető Zsigmond meghalt. A sztropkói uradalmat 1767-ben hat részre osztották. Az a rész, melyben Kelcse is található, a Vécsey család tulajdona lett. 1788-ban a Varannó és Sztropkó között megépült út Kelcsén is áthaladt.
A 18. század végén Vályi András így ír róla: „KELCSE. Tót falu Zemplén Várm. földes Ura Jekelfalusy Uraság, lakosai katolikusok, és egyesűlt ó hitűek, fekszik Sztropkóhoz 1 1/2 órányira, Trepczhez pedig 1/4 órányira, hegyes határja 3 nyomásbéli, gabonát, és zabot terem, tölgyes erdeje van, szőleje tsekély, savanyú vizzel bővelkeidk, rét nélkűl szűkölködik, piatza Sztropkón.”
A 19. század elején a falu új birtokosa a Jekelfalussy család lett. 1831-ben és 1846–1847-ben súlyos kolerajárvány pusztított.
Fényes Elek 1851-ben kiadott geográfiai szótárában így ír a faluról: „Kelcse, tót falu, Zemplén vármegyében, N.-Domasa fil. 431 római, 63 g. kath., 11 zsidó lak. Szép kastély és kert. Savanyuviz. Erdő. 866 h. szántóföld. F. u. Jékelfalusy. Ut. p. N.-Mihály.”
Borovszky Samu monográfiasorozatának Zemplén vármegyét tárgyaló része szerint: „Kelcse, ondavamenti tót kisközség. Körjegyzőségi székhely. Összesen 73 házat és 451 róm. kath. vallású lakost számlál. Saját postája és távírója van, de legközelebb eső vasúti állomása Varannó. A sztropkói uradalom tartozéka volt s annak sorsában osztozott. Újabbkori birtokosai a báró Vécseyek, a gróf Csákyak s a Jekelfalussyak voltak, de most nincs nagyobb birtokosa. A Vécseyek 1780-ban itt várkastélyt építtettek, mely ma Krizer Lajosé. A község határában kénesvízű gyógyforrás van s azelőtt kisebb gyógyfürdője is volt. Van itt szeszgyár is, mely Krizer Lajosé. Ezt a községet is meglátogatta 1663-ban a pestis. 1903-ban nagy tűzvész okozott sok kárt. Róm. kath. temploma 1780-ban épült. Érdekesek benne az egykorú, barokk-stílű szenteltvíz-tartó és a fából faragott hasonló gyertyatartók.”
1920 előtt Zemplén vármegye Sztropkói járásához tartozott.
A község életében nagy tragédiát jelentett az 1965–66-ban pusztító árvíz, amikor az Ondava a régi falut elöntötte. Ezután úgy döntöttek, hogy a falut a parttól távolabb, – a régi falutól északnyugatra – a mai helyén építik újjá. A régi faluból csak a templom, a temető és az erdőőri lak maradt meg.

## Népessége
| Év:            | 1994. | 2004.   | 2014.   | 2024.   |
| -------------- | ----- | ------- | ------- | ------- |
| Emberek száma: | 381   | 355     | 385     | 356     |
| Eltérés:       |       | -6,82 % | +8,45 % | -7,53 % |

| Év:            | 2023. | 2024.   |
| -------------- | ----- | ------- |
| Emberek száma: | 352   | 356     |
| Eltérés:       |       | +1,13 % |

1910-ben 491, túlnyomórészt szlovák lakosa volt.
2001-ben 352 lakosából 350 szlovák volt.
2011-ben 358 lakosából 348 szlovák.

## Nevezetességei
- Szent István király tiszteletére szentelt, kéttornyú, barokk, római katolikus templomát 1780-ban építették.